# 伊斯普林根
伊斯普林根是德国巴登-符腾堡州的一个市镇。总面积8.21平方公里，总人口5979人，其中男性2867人，女性3112人（2011年12月31日），人口密度728人/平方公里。